# Ćićarija
A Ćićarija (szlovénül: Čičarija, olaszul: Cicceria, Monti della Vena) a Dinári-hegység egyik karsztos hegylánca Horvátország északnyugati részén, Isztria megyében, egy kis része átnyúlik Szlovénia délkeleti részére is. Így a népesség összetétele és a beszélt nyelv is ilyen eloszlásnak felel meg.

## Nevének eredete
A hegyvidék nevét az itt lakott isztroromán népességről kapta, akiket a horvátoknak furcsán hangzó nyelvükről ćićinek, ćiribircinek neveztek. A ćiribircik a korábban morlakoknak is nevezett, kezdetben a horvát hegyekben élő vlach állattenyésztő közösség voltak, akiket a Velebit-hegységtől Krk szigetéig terjedő területen a 15. század közepén telepített le VII. Frangepán Iván gróf. Egyes feltételezések szerint köztük körülbelül 200 olyan család volt, amely valójában horvát volt, akik a vlach környezetben átvették nyelvüket és hagyományaikat. A „ćići” kifejezés már 1463-ban feltűnik. Nyilvánvaló, hogy a krki morlakok egy része az Isztria területére költözött, ahol végül végleg letelepedtek. Valószínűleg csak kis részük költözött Isztriába, mert falvaik, amelyeket a Krken alapítottak léteznek ma is. A Ćićarija területén Žejane faluban máig megőrizték az isztroromán nyelvet.

## Leírása
Az Isztria-félsziget északi és északkeleti, szárazföldi részén, északnyugatról Trieszt és Koper, délkeletről Fiume és Abbázia hátterében, mintegy 45 km hosszúságban és 10-15 km szélességben, átlagosan 700-800 méteres magasságban húzódik. Zöld növényzettel borított felszínét fehér sziklák tarkítják, ezért az Isztriának ezt a részét szűkebb értelemben Fehér-Isztriának is nevezik.
Keleten a Poklon-hágó felé haladó Kastav - Matulji - Veprinac - Vranje út, majd ettől keletre az Abbáziai riviéra mentén húzódó liburniai terület, északnyugatról a Trieszti karszt és Brkini területe, északon a Fiume - Trieszt úttal párhuzamos hegygerinc határolja, délről pedig a Vranja - Lupoglav - Roč közötti mészkő és flis alapzat képezi a határvonalát.
Ennek a területnek a morfológiai jellemzője a Dinaridák irányával egyező, flis lerakódásokon alapuló magaslatok és völgyek vonulata, amelyek a régebbi mészkőlerakódások felett tektonikus mozgásokkal csúsztak át a Ćićarijának sajátos, pikkelyes szerkezetet adva. Ezek felett lapos teraszok találhatók, legelőkkel és erdőkkel borított völgyeket alkotva. 
A mészkőlerakódások csúcsainak kiemelkedő részei többnyire csupaszok és függőleges irányúak. A tektonikai mozgások következtében létrejött terület felszíne nagyon összetetté vált, melynek fő részét a gerincek sorozata alkotja, és amelyek között völgyek és 500 – 800 méteres magasságú teraszok találhatók átjárhatatlan felszínű kis mezőkkel és településekkel. 
Az északi gerinc (a Rožič, 819 m; Slavnik, 1028 m; Glavičorka, 1083 m; Ribnik, 1023 m; Jenčarija, 881 m magaslatokkal) széles terület sok, körülbelül 700–800 m magas csúccsal. Az egyetlen keresztirányú útvonal a Vodice - Obrov - Mune - Starad. A középső gerinc (Glavica, 1037 m; Šija vrh, 1241 m; Lisina, 1185 m) csak a hegység keleti részén húzódik, és a nehéz terep miatt nincs keresztirányú útvonal. A déli gerinc (Žbevnica, 1014 m; Brajkov vrh, 1092 m; Orljak, 1106 m; Veliki Planik, 1272 m) viszonylag szelíd fekvésű, és egy fennsíkban végződik, amely az átlagosan mintegy 500 m és 650 m közötti magasságból hirtelen ereszkedik le az Isztria flis felé. A Buzet - Brest - Dane és a Lupoglav - Lanišće utak keresztezik.

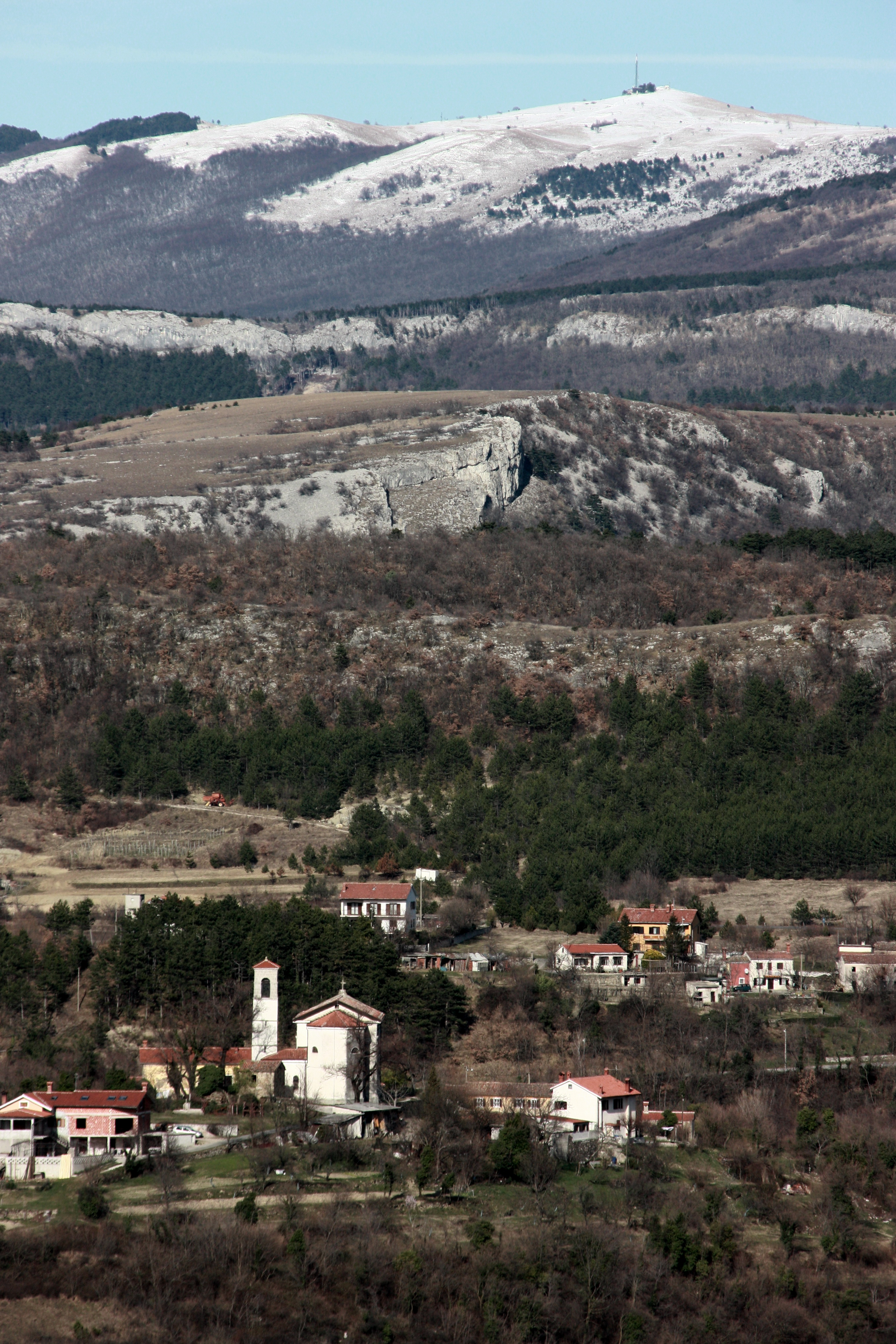
Látkép a Slavnikkal

A hegység legmagasabb csúcsa az 1272 méteres Veliki Planik. A keleti oldalon füves és sziklás, a többi oldalon erdővel borított. Csupasz és sziklás részével kontrasztként jelenik meg a sűrű erdő közepette, egyedülálló 360 fokos kilátást nyújtva. A túraútvonalak többsége a Veliki és Mali Planik közötti nyeregből közelíti meg a csúcsot és csak a Korita felől érkező út vezet fel a másik oldalról.
Az 1092 méteres Brajkov vrh közelében található a Korita forrása. A forrás vizének folyása idilli látványt nyújt a vízfolyásokban nem túl gazdag hegység szívében. A csúcs közelében található a „Glas Istre” hegyi menedékház. 
Az 1014 méteres Žbevnica egy kiemelkedő magaslat a Ćićarija nyugati részén, egyben legnyugatibb horvát ezres csúcs. A csúcs legmagasabb pontját egy kőhalom jelöli. A teteje alatti lejtőn van egy átjátszó állomás, ahová egy makadámút vezet, de ez nem rontja el a csúcs szépségét, mert mintegy 30 percnyi távolságra van tőle. A Žbevnica erdős déli oldala meglehetősen meredek. Brest falu felett, a csúcs alatt mintegy 35 percnyire található a Žbevnica hegyi menedékház. A lház előtt számos pad található a pihenésre, a közeli erdőben pedig egy nyaranta kiszáradó forrás található.
Az 1028 méteres Slavnik a Ćićarija szlovén részén található. Tíz méterrel a csúcs alatt fekszik Tumova koča na Slavniku. A tetején egy TV-adó is áll. Több jelzett túraútvonal vezet a csúcsra. Az egyik legegyszerűbb túravonal a nyugati lejtőkön megy fel Prešnica falu felől, mely viszonylag enyhe emelkedéssel egy gyertyánerdőn halad át. Az 560 m tengerszint feletti magasságkülönbség két óra alatt leküzdhető.

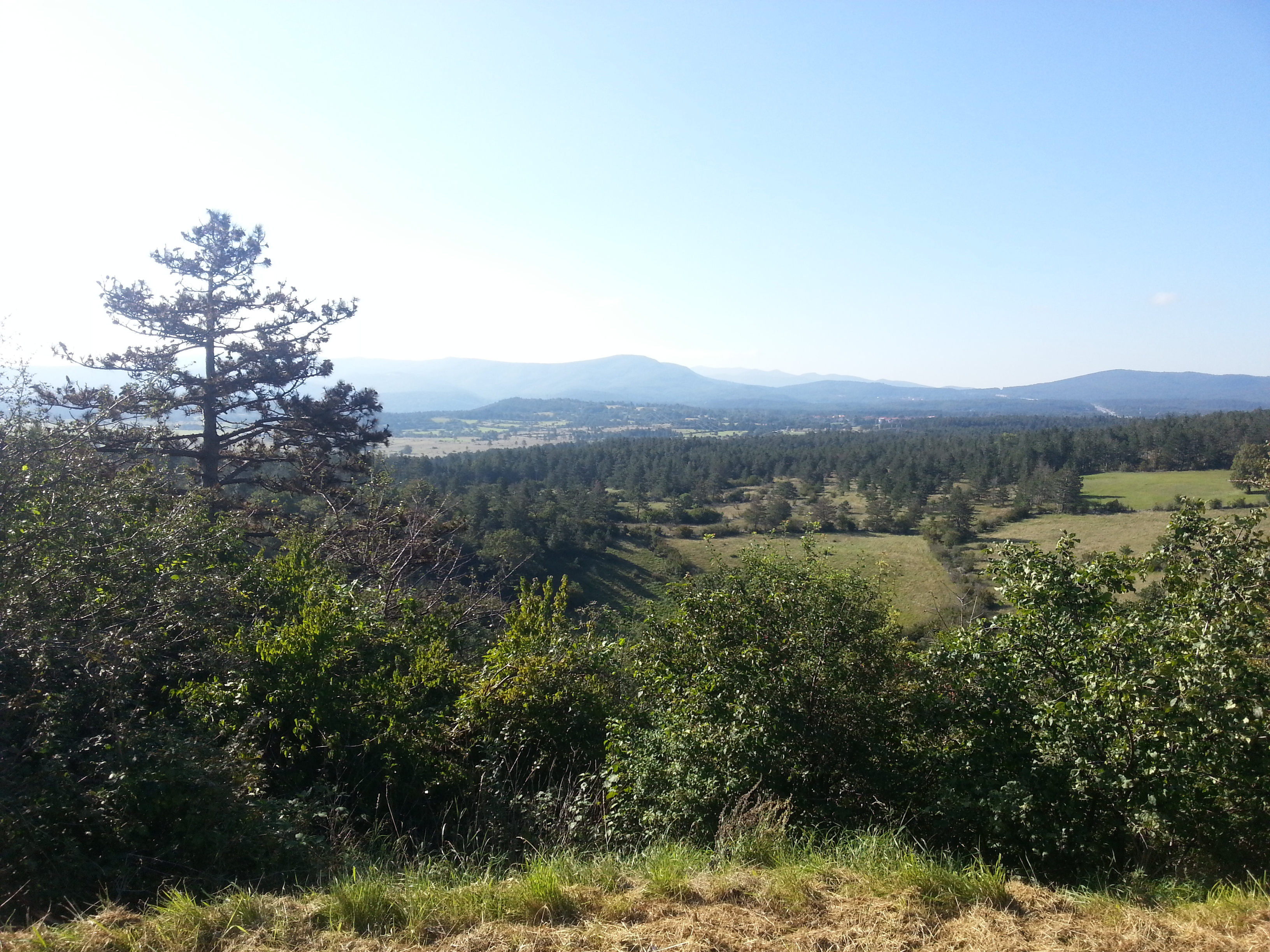
Karsztos táj

Az 1106 méteres Orjak a Ćićarija északnyugati részének legmagasabb csúcsa. A csúcs talaja füves, néhány sziklával tarkítva. A déli oldalon a csúcsot meredeken határolják a Lanišće felé mélybe szakadó sziklák. Nem tévesztendő össze a Veprinac közelében, Abbázia felett emeldekő azonos nevű hegycsúccsal.

## Vizei
A térség víztelenségét a domborzat egyenetlensége és a talaj okozza. A vízzáró mágrás talajon csak néhány állandó vízforrás tör át. A falvakban a házak udvarán ciszternákat építettek az esővíz gyűjtésére. A falvak közelében és a hegyi legelők tövében több tavacska jött létre a márgabázison, a bennük lévő vízmennyiség pedig a meteorológiai viszonyoktól függ. Rašporban az út mentén van egy néhány száz méter mély szakadék, amelyben a Trsteniktől Račja Vasig terjedő flis területéről származó csapadékvíz folyik.

## Növényvilága
A Ćićarija területén több, különböző magasságú erdei növényzeti övezeten haladunk át. A legalacsonyabb részeken molyhos tölgy és keleti gyertyán erdők találhatók, amelyek kevésbé vannak jelen a parkban. A gesztenye és a gesztenye erdők néhol nagyobb területeket is elfoglalnak, mivel az emberek általában gyümölcsfaként ültették őket erre a területre. Nagy területen, akár 600 méteres tengerszint feletti magasságban találunk komlógyertyán erdőket, amelyeket a hegység középső részén bükkösök választanak el egymástól. A bükkösök övezetében néhány jelentős korú és festői szépségű példány is akad.
Az erdők és a gyepes részek mellett a sziklák és a barlangok olyan élőhelyek, ahol a legritkább és legértékesebb növény- és állatfajok találhatók. A hegység felső részének sziklái a botanikusok Mekkájának számítanak, mert rajtuk szinte közvetlenül egymás mellett alpesi és szubmediterrán affinitású fajok találhatók. A gerincen él az učkai harangvirág (Campanula tommasiniana), amely az egész bolygóról az Učkát és vidékét választotta otthonának.

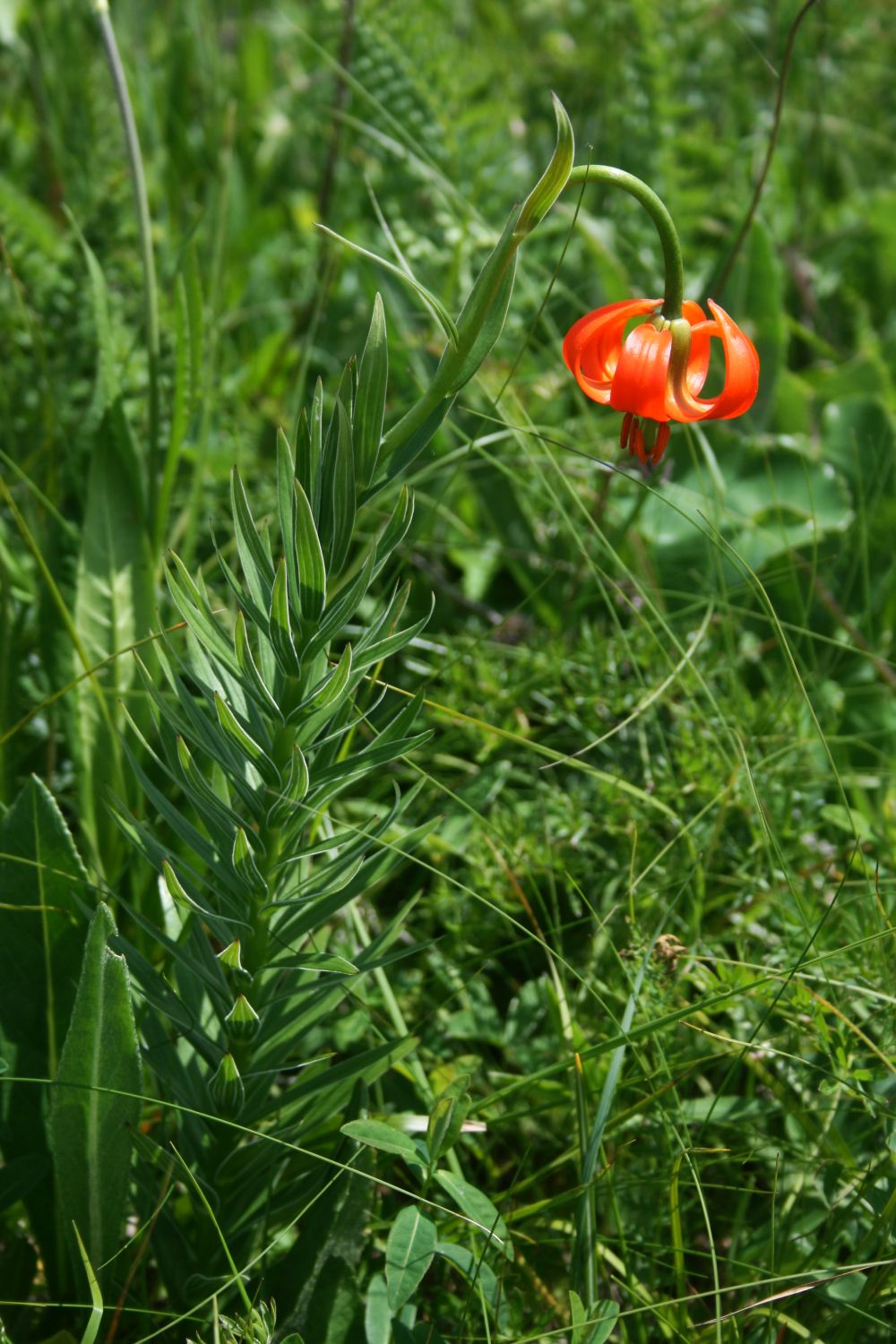
Alpesi liliom

A rétek és gyepek jellegzetes és gazdag növényviláguk miatt elsősorban az élővilág biológiai sokféleségének jelentős élőhelyei. Itt számos ritka, veszélyeztetett és védett növényfajt találunk, mint például a tüzes liliom (Lilium bulbiferum), az alpesi liliom (Lilium carniolicum), az illír kardvirág (Gladiolus illyricus), a tárnics (Gentiana), a harangvirág (Campanula), a hegyi kökörcsin (Pulsatilla montana), a kankalin (Primula), a keskenylevelű tüdőfű (Pulmonaria angustifolia), a különféle kosborfélék (Orchidaceae), őszirózsafélék (Asteraceae), a szegfűk (Dianthus) és sok más, gyakran tarka és dekoratív növény, amelyeket bár nem kellene, időnként mégis leszednek.

## Állatvilága
Az itteni gesztenyeerdők gyakori lakói különféle ragadozó madarak, az európai mókusok (Sciurus vulgaris) és a nagypele (Myoxus glis). Az Učka és a Ćićarija területét a felső részeken benőtt bükkösök számos emlősfajnak adnak otthont, így például sok vöröshátú erdeipocok (Clethrionomys glareolus), vaddisznó (Sus scrofa) és őz (Capreolus capreolus) tanyázik itt.
Sziklás élőhelyek és gazdag madárfaunával rendelkező helyek, ahol a kék kövirigóval (Monticola solitarius), a kövirigóval (Monticola saxatilis), a vándorsólyommal (Falco peregrinus) és az uhuval (Bubo bubo) találkozunk. A szirti sas (Aquila chrysaetos) és a fakó keselyű (Gyps fulvus) gyakran láthatók Sisol, Brest és Suho vrh szikláin ételt keresve vagy elrepülve. Többféle gyík- és kígyófajjal él együtt a velebiti gyík (Lacerta horvathi) enklávéja is, ez az alpesi-dinári elterjedésű faj, amely itt is csak a csúcsgerinc területén található.

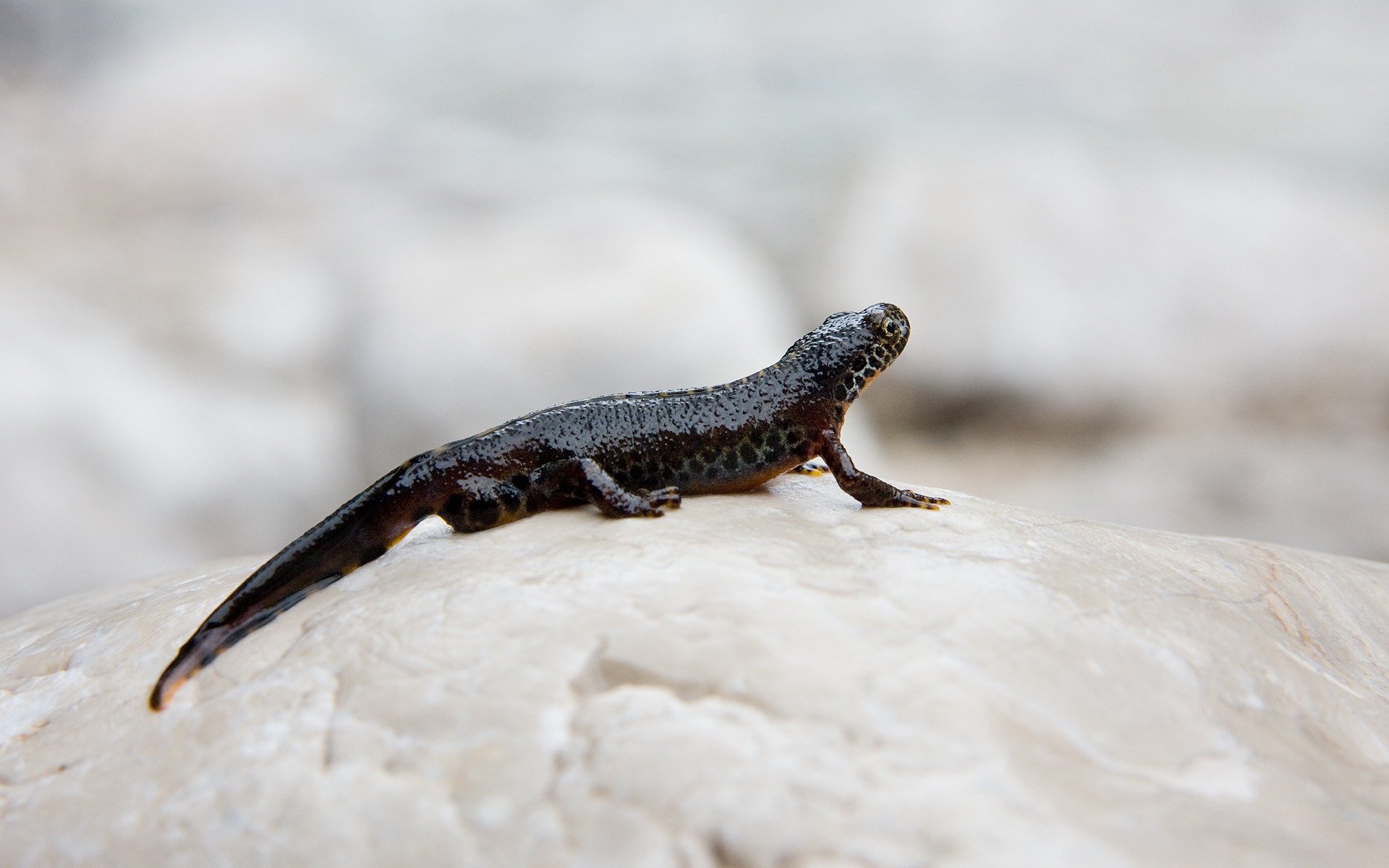
Alpesi gőte

A pillangók, mint például a tavaszi szerecsenlepke (Erebia medusa), a kis Apolló-lepke (Parnassius mnemosyne), a nagyszemes boglárka (Glaucopsyche alexis) vagy a rovarok, mint a fűrészlábú szöcske (Saga pedo), tovább erősítik az ezen élőhelyek gazdag biodiverzitásáról szóló tézist. Az Učka flis alapkőzeteiből nagyszámú kis forrás és vízfolyás ered, amelyek létezésükkel kiegészítik a hegység területén található élőhelyek sokszínű mozaikját. A vizes élőhelyek különösen fontosak a rovarok és a kétéltűek sokfélesége szempontjából. A tegzesek (Trichoptera), valamint a kérészek (Ephemeroptera), a kétszárnyúak (Diptera) és a szitakötők (Odonata) lárvái szinte minden forrásban vagy tavon megtalálhatók. A foltos szalamandrák (Salamandra salamandra) gyakran előfordulnak a nedves völgyekben és az eső utáni vízmosásokban, tavasszal pedig, amikor Učka és vidéke felébred a hibernáltságból a tócsák és tavak tele vannak ezen állatok lárváival. Három kétéltű faj, az alpesi gőte (Triturus alpestris), az illír pettyes gőte (Triturus vulgaris meridionalis) és az alpesi tarajosgőte (Triturus carnifex), valamint a békák, a sárgahasú unka (Bombina variegata), a barna varangy (Bufo bufo), zöld levelibéka (Hyla arborea) és az erdei béka (Rana dalmatina) is kapcsolódnak a vízhez.